# 管天衢
管天衢（16世紀—17世紀），江西撫州府臨川縣人，明朝政治人物。

## 生平
管天衢是萬曆三十七年（1609年）的舉人，授棗陽知縣，為政寬猛相濟、注重文人，提拔袁煥、嚴繩光等人，二人後來皆以文章經濟顯貴，報最陞任廣州同知，袁煥贈詩給他，當中有「民皆失所怙，公亦視如家。」，可視為時人稱頌他清廉的證據。

## 引用
1. 1 2  同治《臨川縣志·卷三十六下·選舉》：舉人……明……萬厯三十七年 己酉……管天衢 第二人，廣州同知
2. ↑  咸豐《重修棗陽縣志·卷五·職官》：明 知縣……管天衢，字勗登，江西臨川舉人，天啟乙丑任
3. ↑  咸豐《重修棗陽縣志·卷六·宦蹟》：管天衢，臨川人，天啓五年任，寬猛相濟，尤加意文人，如袁煥、嚴繩光皆青年異材，天衢咸首拔之，後皆以文章經濟顯，報最擢廣州通守，袁宗伯詩以贈行，有句云「民皆失所怙，公亦視如家。」清白吏之風可想矣。